# Rémy Grosso

a Compétitions nationales et continentales officielles uniquement.

b Matchs officiels uniquement.
Dernière mise à jour le 9 janvier 2023.
Rémy Grosso, né le 4 décembre 1988 à Lyon, est un joueur international français de rugby à XV qui évolue au poste d'ailier. Formé au Rhône sportif, il joue à l'ASM Clermont Auvergne pendant 3 saisons, puis retourne à Lyon (LOU) en août 2020. 
Il est international à sept depuis 2015, année où il obtient également sa première sélection avec le XV de France.

## Biographie
En juin 2015, Rémy Grosso fait partie des quatre joueurs appelés en renfort au sein de l'équipe de France de rugby à sept, avec Fulgence Ouedraogo, Marvin O'Connor et Romain Martial. Il participe aux deux premières étapes victorieuses du Seven's Grand Prix Series 2015, à Moscou puis Lyon, mais ne dispute pas la dernière étape à Exeter afin de soigner un début de pubalgie.
Le lendemain du premier match de l'équipe de France lors de la Coupe du monde 2015 face à l'Italie, il est appelé par le sélectionneur français Philippe Saint-André pour pallier le forfait de Yoann Huget, blessé lors de cette rencontre. Il obtient sa première sélection lors de la troisième rencontre des Français, face au Canada, rencontre remportée sur le score de 41 à 18 où il inscrit le cinquième essai de son équipe.
En octobre 2016, il s'engage pour trois saisons avec l'ASM Clermont Auvergne à partir de juillet 2017. Il rejoint finalement le club auvergnat dès février 2017 en tant que joker médical de Wesley Fofana. Il remporte le bouclier de Brennus avec le club auvergnat quelques semaines plus tard, même s'il ne participe pas aux phases finales.
A l'orée de la saison 2018-2019, il est intégré à la liste XV de France de 40 joueurs et participe au premier stage de développement du 5 au 12 juillet 2018 au CNR de Marcoussis,.
Revenu au LOU, son club formateur, pour la saison 2020-2021, Rémy Grosso n'y joue que quatre matchs sans marquer d'essais, puis décide de mettre un terme à sa carrière professionnelle à l'issue de cette saison.
Rémy Grosso est aussi international français de rugby à sept en 2015, lorsqu'il dispute deux tournois, disputant douze matches, inscrivant douze essais et 60 points,.

## Statistiques

### Internationales
Rémy Grosso compte cinq capes internationales en équipe de France. Il a honoré la première de celle-ci le 1er octobre 2015 contre l'équipe du Canada.

#### Tournoi des Six Nations
| Édition          | Rang | Résultats France | Résultats Grosso | Matchs Grosso |
| ---------------- | ---- | ---------------- | ---------------- | ------------- |
| Six Nations 2018 | 4    | 2 v, 0 n, 3 d    | 2 v, 0 n, 1 d    | 3/5           |

Légende : v = victoire ; n = match nul ; d = défaite ; la ligne est en gras quand il y a Grand Chelem.

#### Coupe du monde
| Édition         | Rang               | Résultats France | Résultats Grosso | Matchs Grosso |
| --------------- | ------------------ | ---------------- | ---------------- | ------------- |
| Angleterre 2015 | Quart de finaliste | 3 v, 0 n, 2 d    | 1 v, 0 n, 0 d    | 1/5           |

Légende : v = victoire ; n = match nul ; d = défaite.

## Palmarès
- Lyon OU

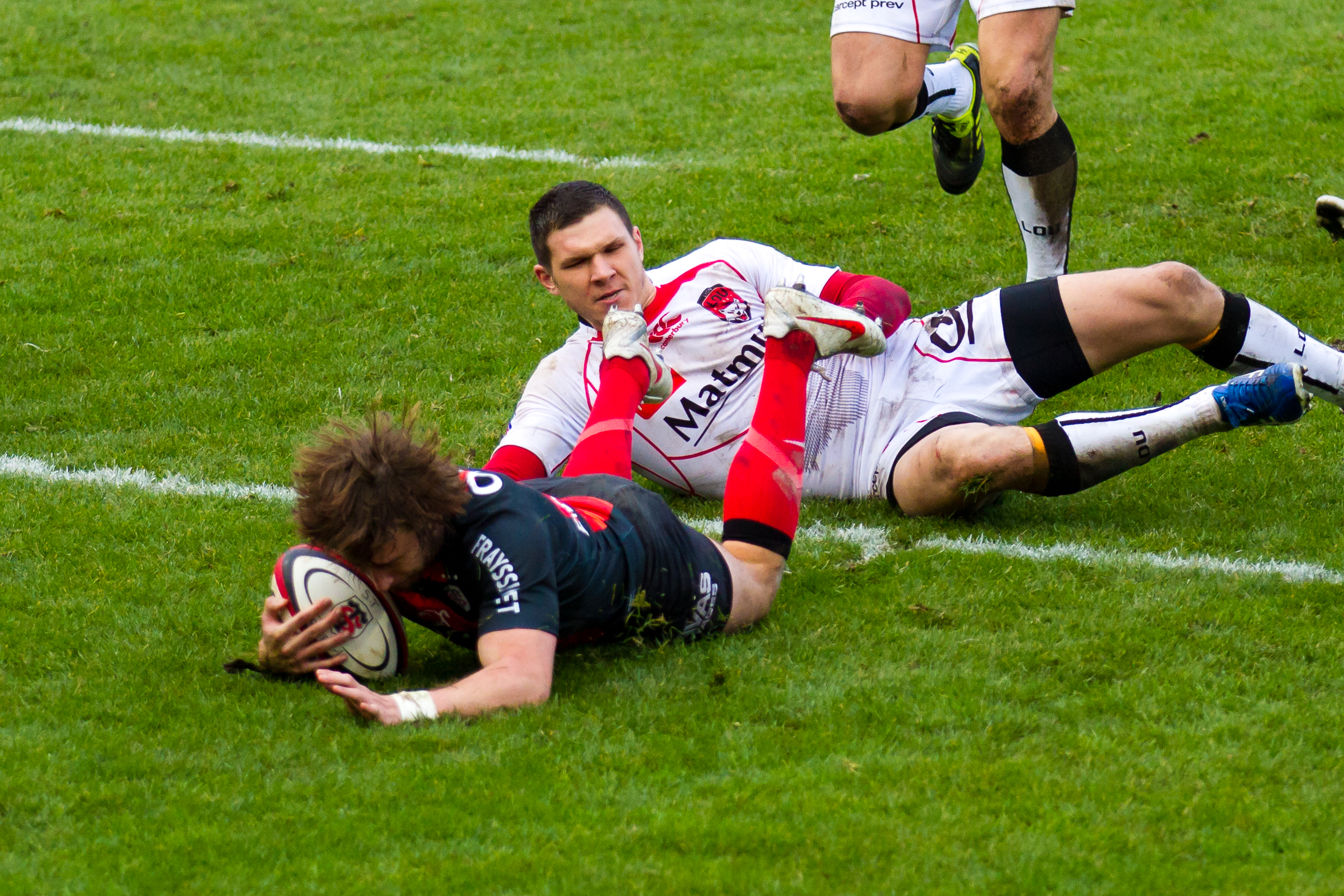
Rémy Grosso ne peut empêcher Maxime Médard de plonger dans l'en-but pour inscrire un essai contre le LOU le 7 janvier 2012.

  - Vainqueur du Championnat de France de 2e division en 2011

- Castres olympique
  - Finaliste du Championnat de France en 2014

- ASM Clermont Auvergne
  - Vainqueur du Championnat de France en 2017
  - Finaliste du Championnat de France en 2019